# Nederlandse kampioenschappen schaatsen afstanden 1991 - 1500 meter vrouwen
De Nederlandse kampioenschappen schaatsen afstanden 1991 - 1500 meter vrouwen worden gehouden in Haarlem in maart 1991. 
Titelverdedigster is Herma Meijer die de titel pakte tijdens de Nederlandse kampioenschappen schaatsen afstanden 1990

## Uitslag
| #      | Schaatser            | Tijd    |
| ------ | -------------------- | ------- |
| Goud   | Lia van Schie        | 2.14,52 |
| Zilver | Marieke Stam         | 2.16,10 |
| Brons  | Herma Meijer         | 2.16,13 |
| 4      | Christine Aaftink    | 2.16,62 |
| 5      | Marion van Zuilen    | 2.17,19 |
| 6      | Hanneke de Vries     | 2.17,44 |
| 7      | Anita Loorbach       | 2.18,63 |
| 8      | Annamarie Thomas     | 2.19,12 |
| 9      | Manuela Ossendrijver | 2.19,42 |
| 10     | Jolanda Grimbergen   | 2.20,32 |
| 11     | Henriëtte Vooys      | 2.20,49 |
| 12     | Gonnie Brunia        | 2.20,98 |
| 13     | Indra Arendz         | 2.20,99 |
| 14     | Linda Nat            | 2.21,33 |
| 15     | Marjan Mager         | 2.22,66 |

1987 · 
1988 · 
1989 · 
1990 · 
1991 · 
1992 · 
1993 · 
1994 · 
1995 · 
1996 · 
1997 · 
1998 · 
1999 · 
2000 · 
2001 · 
2002 · 
2003 · 
2004 · 
2005 · 
2006 · 
2007 · 
2008 · 
2009 · 
2010 · 
2011 · 
2012 · 
2013 · 
2014 · 
2015 · 
2016 · 
2017 · 
2018 · 
2019 · 
2020 · 
2021 · 
2022 · 
2023 · 
2024 · 
2025